# Гадон
Гадон (пол. Gadon) — дворянский род. Польско-русский род герба Завадынец, ведущий свое имя от Владимира Гадона,  полковника польских войск (1635).
Род внесён в VI часть родословной книги Виленской, Волынской и Ковенской губерний.

## Описание герба
В лазоревом поле серебряный пень в столб с четырьмя суками, двумя справа и двумя слева. В углах щита по одной серебряной лилии.
На щите дворянский коронованный шлем. Нашлемник: возникающий серебряный лев с червлёным языком. Намёт на щите лазоревый, подложенный серебром.